# Mimoclystia euthygramma
Mimoclystia euthygramma es una especie de polilla de la familia Geometridae. La especie fue descrita por primera vez por Louis Beethoven Prout en 1921, con distribución en Uganda y la República Democrática del Congo.